# Hiroaki Nagashima
Hiroaki Nagashima (japanisch 長島 裕明 Nagashima Hiroaki; * 22. März 1967 in der Präfektur Kanagawa) ist ein ehemaliger japanischer Fußballspieler.

## Karriere
Nagashima erlernte das Fußballspielen in der Schulmannschaft der Nihon University High School und der Universitätsmannschaft der Nihon-Universität. Seinen ersten Vertrag unterschrieb er 1989 bei Fujita Industries. Ende 1991 beendete er seine Karriere als Fußballspieler.
1999 wurde Nagashima Trainer von FC Tokyo Youth. 2008 wechselte er zu Montedio Yamagata. Von 2008 bis 2010 war er der Co-Trainer. 2011 kehrte er zu FC Tokyo zurück. 2013 wechselte er zu Tokushima Vortis. 2016 wurde Nagashima Cheftrainer. 2017 wechselte er zu FC Gifu. 2019 wechselte er zu Matsumoto Yamaga FC. 2020 wechselte er zu Giravanz Kitakyushu.